# Водыне (деревня)

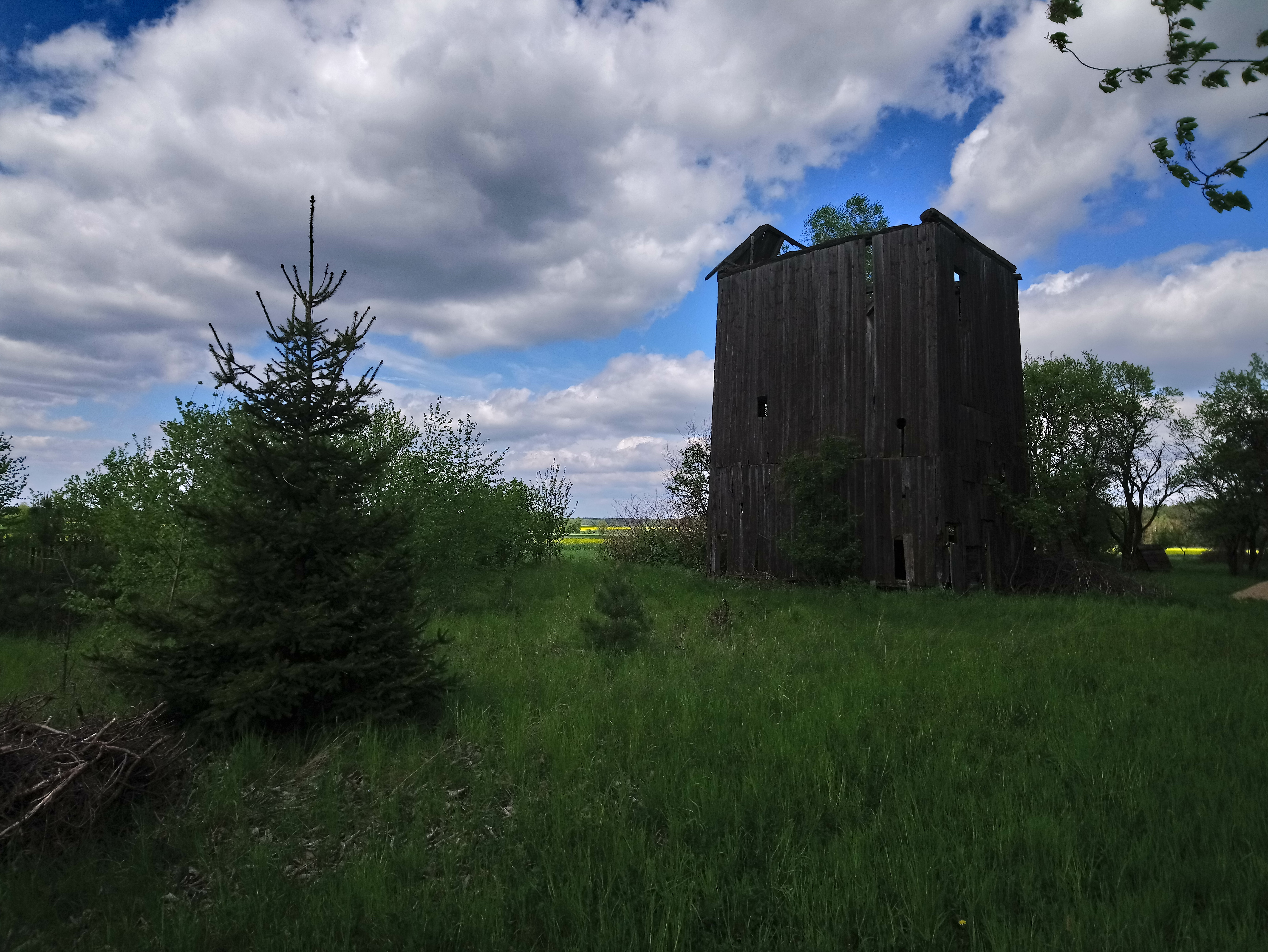
Мельница на выезде с Водыне полевой стороне [17

Водыне (пол. Wodynie) — деревня в Польше, расположенная в Мазовецком воеводстве, в Седлецком повете, в гмине Водыне.
Столица гмины Водыне и римско-католического прихода Святых Апостолов Петра и Павла. Временами приобретала статус города. Первое упоминание в истории датируется 1573 году, однако затем Водыне было уничтожено. В 1830 году это был самый маленький город в Королевстве Польском, с населением всего 140 человек, и спустя четыре года он был признан селом.
Водыне находится в Мазовии, по дороге из Седльце в Сточек-Луковски, по провинциальной дороге № 803. Древнее поселение Водыне было основано на реке в средние века, известное как Wodynią, от слова вода с добавленным суффиксом — ynia (ныне Wodynką). Со временем название реки было перенесено на поселение, так оно и получило название Wodynia. В тогда еще богатой Черской Земле процветала торговля деревом, кожей, зерном, жиром, воском, медом и дёгтем. В селе расположен костёл Святых Петра и Павла.

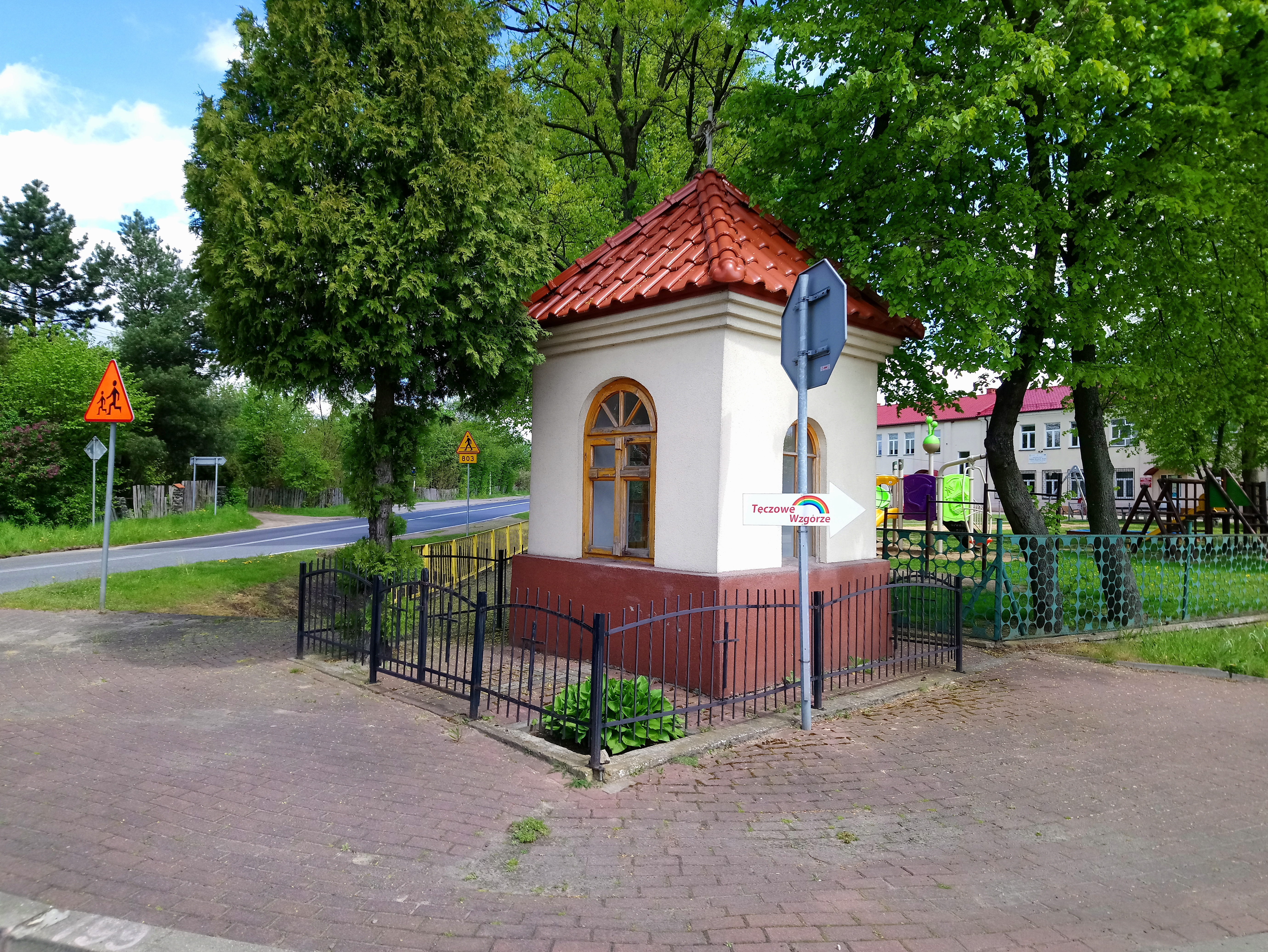
Часовенка св. Михаила Архангела